# Bielewa
Bielewa (biał. Белева; ros. Белево, Bielewo) – wieś na Białorusi, w obwodzie witebskim, w rejonie orszańskim, w sielsowiecie Wuscie.

## Historia
W XIX i w początkach XX w. majątek ziemski należący do Sipajło-Rudnickich, położony w Rosji, w guberni mohylewskiej, w powiecie orszańskim.
Następnie w granicach Związku Radzieckiego. Od 1991 w niepodległej Białorusi.